# Gansu
 Gansu (?·pàg.) (xinès tradicional: 甘肅, xinès simplificat: 甘肃, pinyin: Gānsù, Wade-Giles: Kan-su, Kansu o Kan-suh) és una província al nord-oest de la República Popular de la Xina. Es troba entre Qinghai, Mongòlia Interior i els planells de Huangtu, a la frontera amb Mongòlia, al nord. El riu Huang He travessa la part meridional de la província. Té aproximadament 26,3 milions d'habitants (2017) i una important concentració de població d'ètnia hui. La capital és Lanzhou, situada al sud-est de la província.
Gansu és abreujat Gan o Long (陇/隴), i també és conegut com a Long oest o Long dret, en referència a la muntanya Long, a l'est de Gansu.
El nom de Gansu té l'origen en la dinastia Song. Prové de l'acrònim del nom de les dues prefectures principals establertes en la província durant les dinasties: Gan, prop de la ciutat de Zhangye, i Tang (prefectura de Su, prop de l'actual ciutat de Jiuquan).

## Geografia
La major part de la província té una elevació d'un quilòmetre sobre el nivell del mar. Part del desert de Gobi pertany a Gansu. El nord de la província és pla mentre que el sud és muntanyenc. El pic més elevat de la zona és la muntanya Qilian Shan, de 5.547 metres d'altitud. La província és un dels hàbitats naturals del panda gegant.

## Economia
La base de l'economia de la regió és la mineria. Gansu conté importants dipòsits d'antimoni, crom, carbó, cobalt, coure, iridi, mercuri, petroli, tungstè i zinc. Entre els productes agrícoles produïts a la província destaquen el cotó, l'oli de llinassa, els melons, el blat de moro i el blat. A Gansu creixen també nombroses herbes salvatges utilitzades en la medicina tradicional xinesa.

## Administració
Hi ha 14 àrees administratives després del nivell provincial: 12 prefectures i dues prefectures autònomes:
- Baiyin (白银 Báiyín)
- Dingxi (定西 Dìngxī)
- Prefectura Autònoma Tibetana de Gannan (甘南藏族 : Gānnán Zāngzú)
- Jiayuguan (嘉峪关 : Jiāyùguān)
- Jinchang (金昌 : Jīnchāng)
- Jiuquan (酒泉 : Jiǔquán)
- Lanzhou (兰州 : Lánzhōu)
- Prefectura Autònoma Hui de Linxia (临夏回族 : Línxià Huízú)
- Longnan (陇南 : Lǒngnán)
- Pingliang (平凉 : Píngliàng)
- Qingyang (庆阳 : Qìngyáng)
- Tianshui (天水 : Tiānshuǐ)
- Wuwei (武威 : Wǔwēi)
- Zhangye (张掖 : Zhāngyè)

## Història

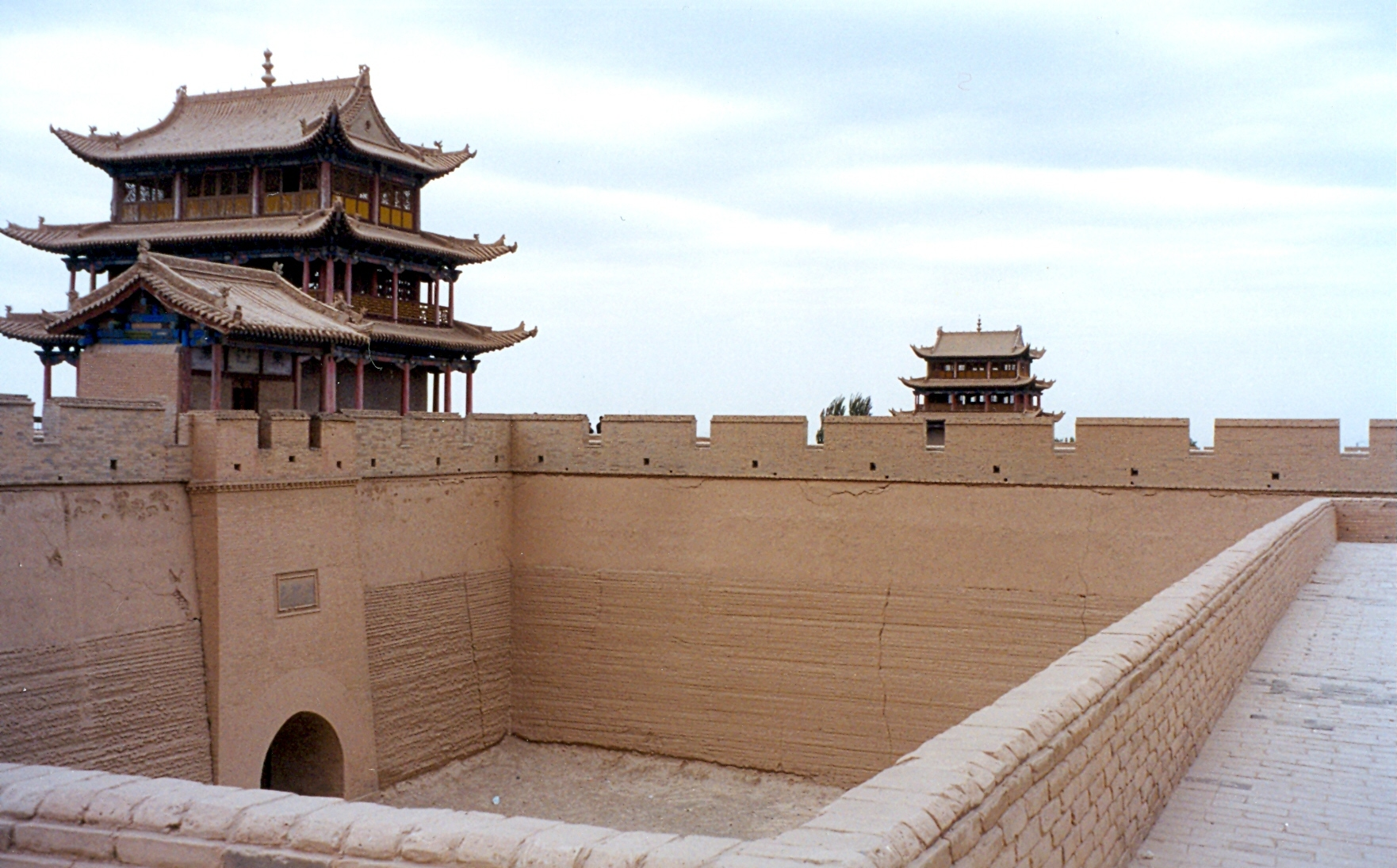
Fort del pas de Jiayu.

Gansu és un nom utilitzat per primer cop sota la dinastia Song (960-1279) per dues prefectures diferents de les dinasties Sui (581-618) i Tang (618-907): la de Gan (part nord-oest) i la de Su (extrem nord-oest).

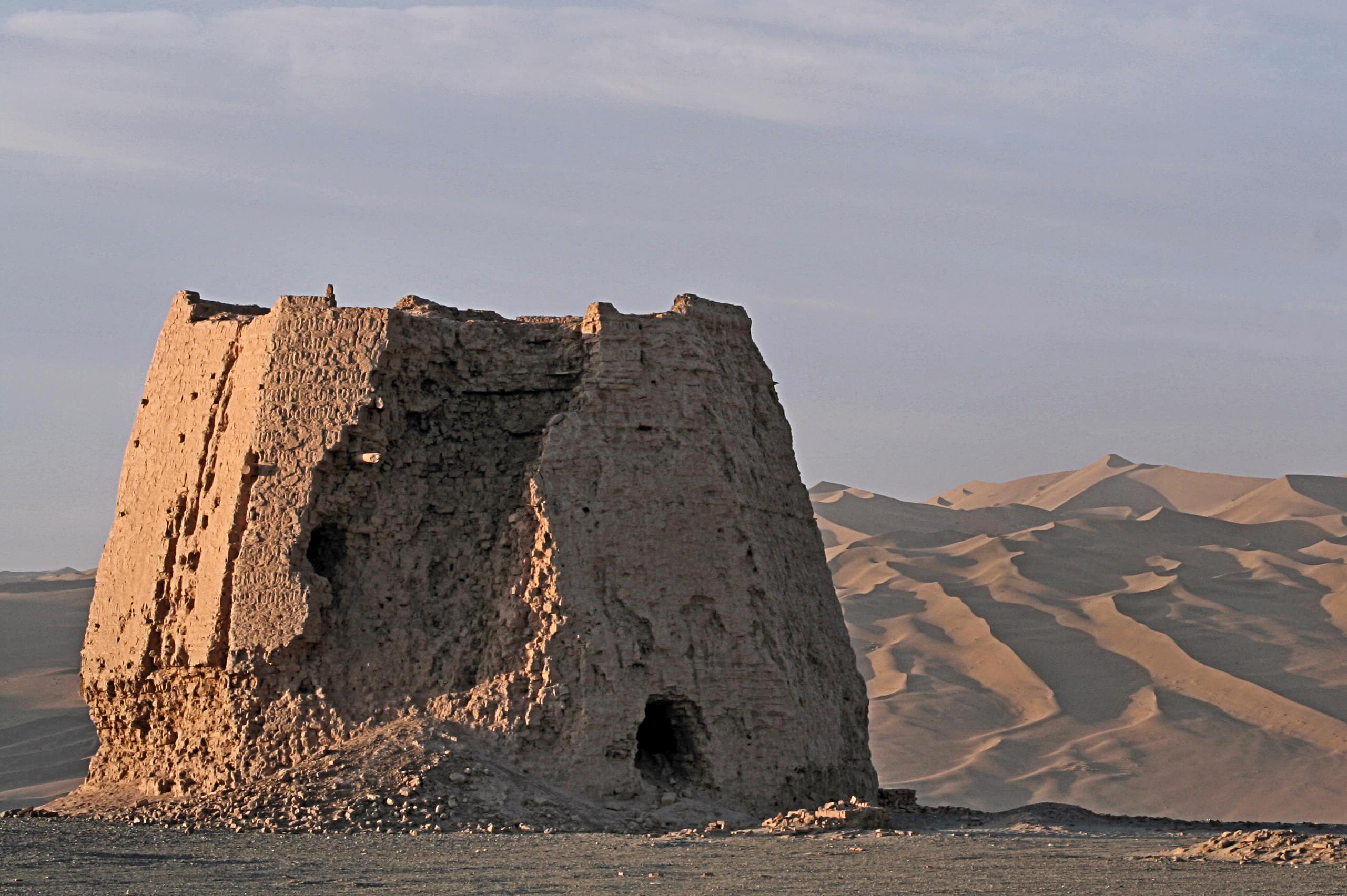
Torre Han a Dunhuang, Gansu

En la prehistòria, Gansu va acollir un cert nombre de cultures neolítiques. La cultura Dadiwan (大地灣文化) ha deixat un considerable nombre d'objectes que s'han trobat a les excavacions, a la part oriental de la província, corresponents a una data entre 6000 i 3000 aC. La cultura de Majiayao (馬家窯文化) i en part la de Qijia (齊家文化) també es troben a Kansu entre 3100 i 2700 aC la primera, i entre 2400 aC i 1900 aC la segona.
L'estat Qin (秦), del 778 al 207 aC, que va donar pas a la dinastia Qin (221-207 aC), es va originar al sud-est de Gansu, específicament a la regió de Tianshui (天水). El mateix nom Qin es creu que es va originar en part també en la mateixa zona. Tombes i objectes Qin s'han excavat a Fangmatan, prop de Tianshui, i inclouen un mapa de fa 2.200 anys de la regió de Guixian.
Posteriorment, Gansu fou un important centre de comunicacions per a l'imperi, ja que l'anomenat corredor d'Hexi (河西走廊) travessa el coll de la província. La dinastia Han (206 aC -220 dC) va estendre la Gran Muralla pel corredor i hi va construir les fortaleses i ciutats estratègiques del pas de Yumenguan (o de la porta de Jade, prop de Dunhuang), i de Yangguan (阳关). Restes de la muralla i les ciutats hi són encara visibles. Una antiga forma de paper amb caràcters xinesos i datat de vers 8 aC es va trobar al lloc d'una antiga guarnició Han al pas de Yumen. A l'oest de Yumenguan i les muntanyes Qilian, i al nord-oest de la província, els yuezhi, wusun, i altres nòmades són esmentats als primers segles de l'era actual en relació amb la Xina.
Quan va caure l'Imperi uigur, es va establir a Kansu un estat uigur que va existir del 848 al 1036 i fou en aquest període quan s'hi va introduir l'islam. Situada en la ruta de la Seda, Gansu fou una província econòmicament important. Temples i coves budistes com les coves de Mogao (les coves dels Mil Budes) i les coves de Maijishan, tenen murals artístics.
A l'inici de l'Imperi mongol, la regió formava un regne tangut governat per la dinastia Xia Occidental (vers 1032-1227), amb Ningxia (Yintchwan) com a capital. Rashid al-Din, en la seva llista de províncies xineses, va dividir la regió dels tanguts en dues parts que tenien per centres Kindjanfu (moderna Sian i ara Xi'an, capital del Shaanxi) i Kamdju (Kantchou, ara transcrit Lanzhou) al mateix Gansu. Aleshores, els dos territoris formaven un govern únic, però la capital i residència del governador era a Xi'an. El límit entre els dos territoris, després separats, era el riu Hoang-Ho, de manera que Lanzhou quedava dins el Shaanxi. Segons Marco Polo, el país tangut era governat pel príncep Mangalay (Mangkala), tercer fill de Kubilay Khan, que va morir el 1280; segons Rashid al-Din, el governador n'era el príncep Ananda (un germà de Mangalay), nascut vers 1270, que fou criat amb parents musulmans i, a partir del 1295, es va declarar obertament per aquesta religió; gran part del seu exèrcit de 150.000 soldats, i dels tanguts sobre els quals governava, van adoptar l'islam com a religió seguint al seu cap. El gran kan Temur Oldjeitu (1294-1307) li va recriminar la seva conversió, però Ananda va restar fidel a l'Islam; va perdre temporalment el govern, però el va recuperar i fou erigit pretendent al tron del kanat el 1307, però fou derrotat i mort pel seu rival Khayshan (1307-1311), nebot de Temur Oldjeitu; el 1323, Orug Temur, fill d'Ananda, va acabar sent nomenat príncep de Tangut.
La dinastia mongola o Yuan es va enfonsar el 1368. Amb la dinastia Ming (1368-1644), els turcs salar es van establir a la riba sud del riu Huang He. Els mings van construir la fortalesa de Jiayuguan a Gansu. A l'Imperi de Tamerlà es deia que s'hi havia produït una matança de musulmans el 1398, rumors que no han pogut ser confirmats per dades històriques procedents de la Xina. Els hui musulmans establerts a la Xina foren absorbits i van esdevenir xinesos físicament i lingüística, i adoptaren noms xinesos (Muhammad va passar a ser Ma), però van conservar la seva religió. Els musulmans del Gansu van tenir un procés similar; molts dels musulmans d'aquesta regió van emigrar a l'Àsia central, a Samarcanda o a altres llocs musulmans, però l'islam s'havia ja estès per tota la regió fins a la província de Shaanxi.
La dinastia Qing va accedir al poder el 1644 i no va canviar gaire les coses. Gansu era un dels punts de concentració principal dels musulmans; els que parlaven xinès eren anomenats Hui-min ('poble islàmic'). L'islam es va difondre de manera apreciable al segle xviii quan, a partir del 1761, Ma Mingxin, nadiu d'Anting a Gansu, va predicar els ensenyaments sufites, que foren coneguts com a Xin-jiao ('la nova secta' o 'el nou ensenyament'); els turcs salar s'hi van convertir. La Xin-jiao, com a secta, fou fundada el 1762 i el seu centre fou Xunhua, prop de Xining. Els conflictes entre els seguidors d'aquest nou corrent i els de l'antic van derivar en violència el 1781 i el govern xinès va exercir-hi una forta repressió. Llavors, els membres de la Xin-jiao es van revoltar, però foren reprimits (1782); encara van intentar una nova revolta (1783) a Chi-feng-pao a Gansu, igualment reprimida. En començar el segle següent, la secta continuava existint amb centres principals a Zhangjiachuan a Gansu, i Jinjibao a Ningxia.
El 1862, els musulmans de la secta Xin-jiao a Ningxia i Gansu es van revoltar a Jinjibao, dirigits per Ma Hua-lung, un santó místic, successor de la línia de dirigents iniciada per Ma Mingxin, que havia establert la seva seu en aquesta ciutat. Ma Hua-lung va fundar un orde místic anomenat Djahriyya. La revolta fou finalment reprimida el 1871 per l'exèrcit manxú; després de la revolta, la direcció del moviment religiós Djahriyya va passar a Ma Yuan-tch'ang, un deixeble de Ma Hua-lung que residia a Zhangjiachuan, a Gansu. Va viure fins al 1920, quan va morir en el terratrèmol d'aquest any, de 8,6 en l'escala de Richter, que va matar 180.000 persones.
El 1910, la població de musulmans a la província, l'estimava M. Broomhall entre dos i tres milions de persones. El 1953, segons el cens oficial n'era d'1.086.597 persones, el 30% de la població. La província pateix freqüents terratrèmols (el 1932, un nou terratrèmol de magnitud 7,6 va matar setanta mil persones), sequeres i fams, que van alentir-ne el progrés. L'expansió econòmica s'ha basat en els darrers anys, principalment, en l'explotació dels seus abundants recursos minerals i la industrialització.

## Llengües
La majoria d'habitants de Gansu parlen dialectes del xinès mandarí del nord. A les zones frontereres de Gansu es pot trobar tu, tibetà, mongol, i kazakh. La majoria de minories també parlen xinès.

## Cultura

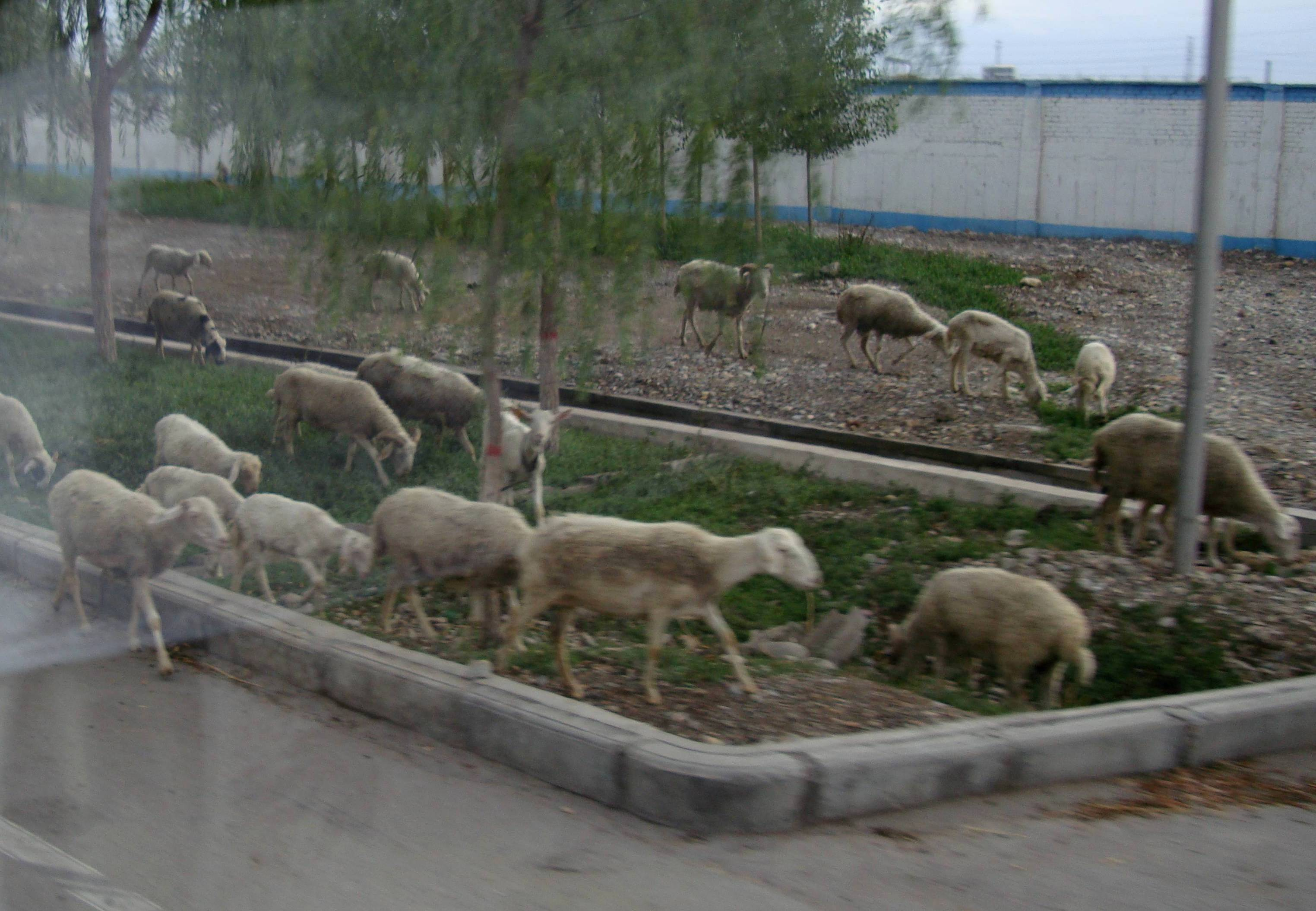
Xais pasturant al costat d'un camí principal a prop de Jiuquan

La cuina Gansu es basa en cultius bàsics de la zona: blat de moro, civada, mill, mongetes, i patates dolces. A la Xina, Gansu és coneguda pel lamian (fideus estirats) i pels restaurants musulmans que caracteritzen l'autèntica cuina de Gansu.

### Religió
Segons a l'enquesta del 2012 només al voltant del 12% de la població de Gansu pertany a religions organitzades, els més nombrosos són els budistes amb el 8,2%, seguits dels musulmans amb el 3,4%, protestants amb el 0,4% i els catòlics amb el 0,1% (en total, els cristians són el 0,5% el 2012, decreixent de l'1,02% el 2004). Al voltant del 88% de la població pot ser no religiosa o involucrada en cultes de deïtats naturals, budisme, confucianisme, taoisme i sectes religioses populars.
Els restaurants musulmans són coneguts com a "qingzhen restaurants" ('autèntics restaurants'), i preparen els típics plats xinesos però sense productes derivats del porc, i emfasitzant el xai i la vedella en el seu lloc. Gansu té moltes obres d'art budista, incloent les coves de Maijishan i les de Mogao. Dunhuang va ser el centre més important del budisme durant l'edat mitjana.
| - Sala principal del Chan, temple de Lanzhou - Temple de Chenghuangshen ('Ciutat de Déu') de Lanzhou - Temple de budisme xinès Nanhua Amituo Fo, dalt d'un turó sobre el Baba Gongbei, un santuari sufí - Monestir budista tibetà de Labrang a la prefactura autònoma de Gannan - Temple rural a Linxia County - Arc del temple de Fuxi a Tianshui |